# Jacques Dassié
Jacques Dassié, né le 22 février 1928 à Angoulême et mort le 16 avril 2024 à Saintes, est un spécialiste français de l'archéologie aérienne.

## Biographie

### Famille et formation
Jacques Jean-Louis Fernand Dassié naît le 22 février 1928 à Angoulême du mariage de Fernand Dassié (1902-1967), officier, et de Françoise Delfau (1903-1999), professeur de musique. Jacques Dassié obtient son brevet de pilote en 1949 à Saint-Cyr-l'École. Électronicien de formation, il est ingénieur au sein de la société Thomson-CSF jusqu'en 1985, 
Dans les années 1960, volant à partir de l'Aéro-club de Pons-Avy, en Charente-Maritime, Jacques Dassié est souvent intrigué par des traces aux formes géométriques, repérées parfois dans la campagne saintongeaise. Cherchant à approfondir l'énigme de ces structures inconnues, il crée une méthode de la prospection aérienne, présentée en 1975 à l'École des hautes études en sciences sociales de Paris, dont il est diplômé. 
Puis il obtient le titre de docteur en archéologie après avoir soutenu une thèse à l'université de Tours sous la direction du latiniste, historien et archéologue Raymond Chevallier, professeur de langue et littérature latines.
Jacques Dassié meurt le 16 avril 2024 à Saintes, l’âge de 96 ans.

### Archéologie aérienne
En 1978, Jacques Dassié publie sa thèse sous forme d'un Manuel d'archéologie aérienne, multidisciplinaire.

« Toutes les actions humaines dans le sol, que ce soit par creusement ou par apport, modifient de façon irréversible l’homogénéité naturelle de ce sol. »

— Jacques Dassié
Il reprend ainsi les constations faites par ses pairs, notamment :

« Le moulin du Fâ est bâti sur l’emplacement d’un petit édicule dont les contours sont parfaitement dessinés par la maigreur des céréales plantées sur le terrain. »

— Abbé Lacurie, 1860

« Rien n’est plus facile que de reconnaître les plans qu’occupent les fondations souterraines encore existantes. Elles sont décelées, à une certaine époque de l’année, par la langueur des récoltes qui les couvrent… On pourrait par ce moyen, sans fouilles, dresser le plan de plusieurs des édifices qui composaient la ville de Tamnum. »

— Chevalier de Vaudreuil, 1839

### Découvertes

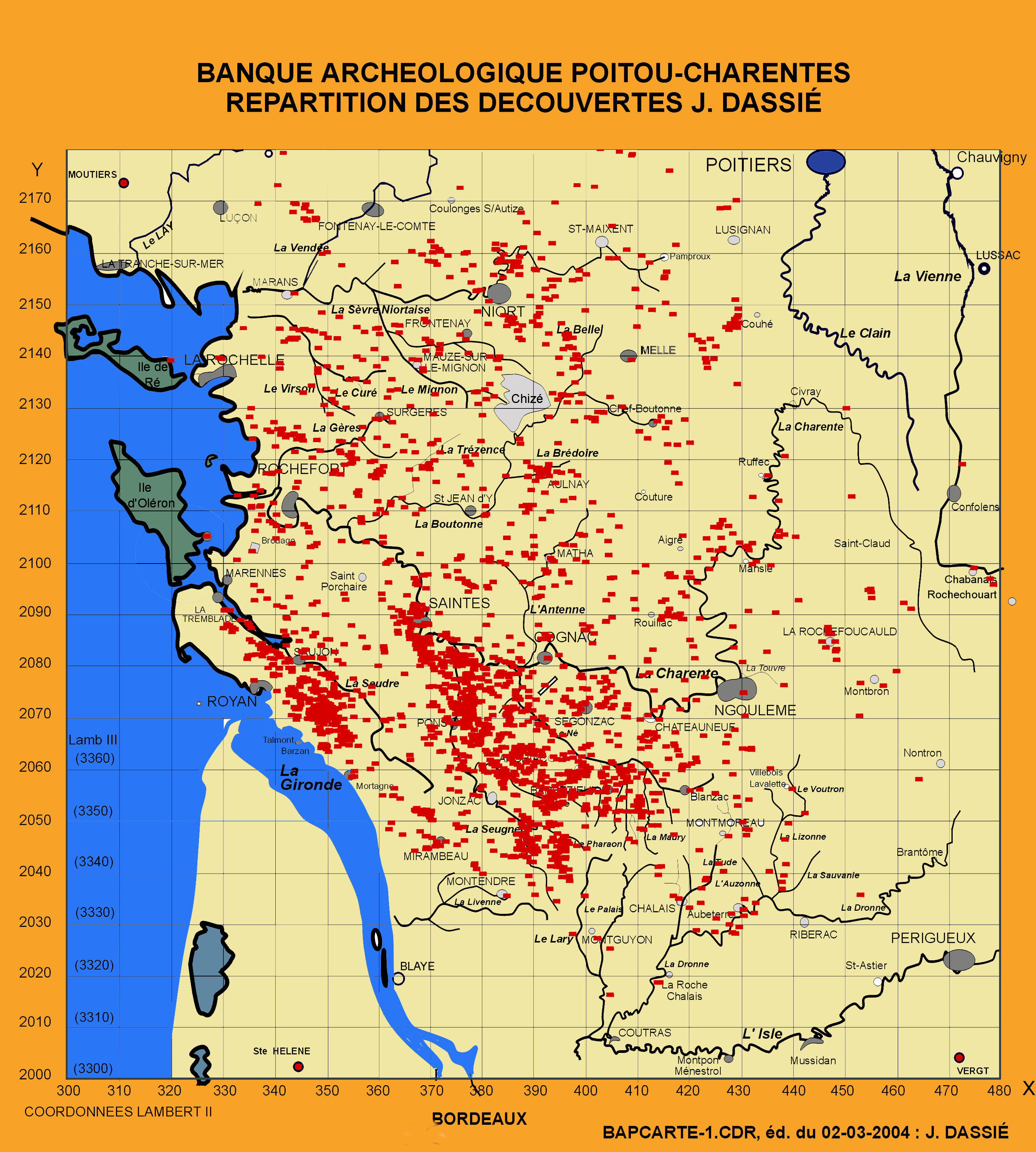
Carte des découvertes archéologiques de Jacques Dassié en 2004.

D'importantes découvertes sont venues ponctuer ce cheminement, notamment en Charente et en Charente-Maritime, parmi lesquelles :
- la ville gallo-romaine de Novioregum, à Barzan ;
- le camp militaire romain d'Aunedonnacum, actuelle commune d'Aulnay ;
- l'amphithéâtre de Saint-Georges-du-Bois ;
- un camp néolithique et une villa gallo-romaine à Challignac ;
- le camp néolithique de Diconche à Saintes ;
- des nécropoles protohistoriques à Grézac et à Avy près de Pons ;
- le camp néolithique de Balzac ;
- le camp néolithique de Semussac ;
- le camp néolithique de Barbezieux ;
- un temple à Thénac près du théâtre ;
- le camp néolithique de Saint-Germain-de-Lusignan.

Ces découvertes ont déclenché de grandes fouilles, par les universités de Bordeaux, Poitiers, La Rochelle, le Centre national de la recherche scientifique (CNRS), le musée d'Archéologie nationale, les sociétés régionales d’archéologie ainsi que par les meilleurs spécialistes.
Le Néolithique saintongeais, les nécropoles de la protohistoire aussi bien que les grandes voies antiques, le monde gallo-romain ou les grandes constructions médiévales ont ainsi été révélées aux chercheurs et aux habitants du sud Poitou-Charentes.
Avec 2 000 heures de vol et 400 000 km parcourus, Jacques Dassié a survolé près de 900 fois cette région,.
C'est également à la suite de ces recherches que Jacques Dassié remet formellement en cause la « sacro-sainte » lieue d'un mille et demi, soit 2 222 mètres telle qu'enseignée à l'université. Dans les voies d'Aquitaine étudiées, partout les voies témoignent d'une métrique d'environ 2450 +/- 50 m : la grande lieue gauloise. Il effectue une première publication dans la Revue archéologique, fascicule 2-1977. Cette étude, qui dure plus de vingt ans, reçoit tous les
obstacles possibles pour sa publication : refusée plusieurs fois par différents comités de lecture de la revue Gallia  du CNRS, elle reçoit finalement le soutien du Collège de France puis est enfin publiée dans la revue Gallia no 56-1999.

### Partage de connaissances
En 1998, il a créé sur Internet le premier site didactique bilingue d'archéologie aérienne, complété par une présentation touristique. Des expositions, une centaine de publications, autant de conférences, lient ce membre de l'Académie de Saintonge à cette région, à son terroir et à son patrimoine.
Habitant de la commune de Gémozac, il répertorie à partir de 2006 les 2 000 sépultures du cimetière de la commune,.

## Distinctions
En 1997, Jacques Dassié reçoit le grand prix de l'Académie de Saintonge pour l'ensemble de son œuvre. Il en est élu membre en 1999 où il siège sur le siège n°4, siège qu'il occupe jusqu'en 2016 où nommé — académicien honoraire —, il cède son siège à Jean-François Girard, professeur de médecine.

## Publications
- Manuel d'archéologie aérienne, préface de Raymond Chevallier, éditions Technip, 1978, 376 p.  (ISBN 978-2-71080-330-0)
- Archéologie aérienne. Patrimoine archéologique et touristique des Charentes, éditions Sutton, 2001, 160 p.  (ISBN 978-2-84253-607-7)
- Merveilleux habitants de nos jardins entre Loire et Gironde (entomologie régionale), Paris, 2008  (ISBN 978-2-91610-464-5)
Commentaire en ligne : [lire en ligne]

Jacques Dassié est l'auteur des photographies de plusieurs ouvrages, dont :
- Collectif, Armée romaine en Gaule : de la domination à l'intégration en Poitou et en Saintonge, 1986
- L. Maurin, Carte archéologique de la Gaule : la Charente-Maritime, 1999
Commentaire en ligne : [lire en ligne]
- Henri Delétang, Archéologie aérienne en France. Le passé vu du ciel, éditions Errance, 2006, 172 p.  (ISBN 2-87772-169-8)
- Christine et Francis Dieulafait, Copain de l'archéologie, 256 p., 2014  (ISBN 978-2-74597-125-8)